# Helsinki-Napoli
Pour plus de détails, voir Fiche technique et Distribution.
Helsinki-Napoli (Helsinki Napoli All Night Long) est une comédie policière multinationale sortie en 1987. Réalisée par le cinéaste finlandais Mika Kaurismäki, il s'agit d'une coproduction entre la Finlande, l'Allemagne de l'Ouest, la Suisse et l'Italie.

## Synopsis
Alex est un chauffeur de taxi finlandais qui travaille à Berlin pour subvenir aux besoins de sa femme et de ses enfants. Son beau-père se vante de connaître des membres importants de la mafia de la ville. Une nuit, Alex trouve un sac rempli d'argent dans son taxi, mais aussi deux cadavres.

## Fiche technique
- Titre original et finlandais : Helsinki Napoli All Night Long[1],[2]
- Titre italien : Napoli-Berlino, un taxi nella notte[3]
- Titre français : Helsinki-Napoli[4]
- Réalisateur : Mika Kaurismäki
- Scénario : Mika Kaurismäki, Richard Reitinger
- Photographie : Helge Weindler (de)
- Montage : Helga Borsche
- Musique : Jacques Zwart
- Effets spéciaux : Harrie Wiessenhaan Ayers
- Décors : Albrecht Konrad, Olaf Shiefner
- Production : Mika Kaurismäki, Peter-Christian Fueter, Francis von Büren, Bernhard Stampfer, Christa Saredi, Claudio Pappalardo, Andreas Bareiß
- Société de production : Villealfa Filmproductions Oy, Finnkino, Mediactuel, Condor Films, Salinas Filmproduktion, Felix Film, Nova Film, Wiz Music
- Pays de production :  Finlande,  Allemagne de l'Ouest,  Suisse,  Italie
- Langues originales : anglais, allemand
- Format : couleur par Eastmancolor - 1,37:1 - Son Dolby - 35 mm
- Durée : 102 minutes
- Genre : Comédie noire et thriller
- Dates de sortie :
  - Finlande : 13 novembre 1987
  - Allemagne de l'Ouest : 14 avril 1988
  - France : 8 mars 1989[4]

## Distribution
- Kari Väänänen : Alex
- Roberta Manfredi : Stella
- Jean-Pierre Castaldi : Igor
- Margi Clarke (en) : Mara
- Eddie Constantine : le vieux mafioso
- Nino Manfredi : le grand-père
- Ugo Fangareggi : premier Napolitain
- Remo Remotti (it) : deuxième napolitain
- Samuel Fuller : le chef
- Melanie Robeson : Lilli
- Jim Jarmusch : le propriétaire du bar
- Werner Masten (de) : le deuxième propriétaire du bar
- Sakari Kuosmanen : le jeune mafioso
- Wim Wenders : le pompiste de la station-service